# Стрелец, Филипп Евдокимович
Филипп Евдокимович Стрелец (1 октября 1919 — 6 февраля 1942) — лейтенант, командир партизанского отряда в брянских лесах. Герой Советского Союза.

## Биография

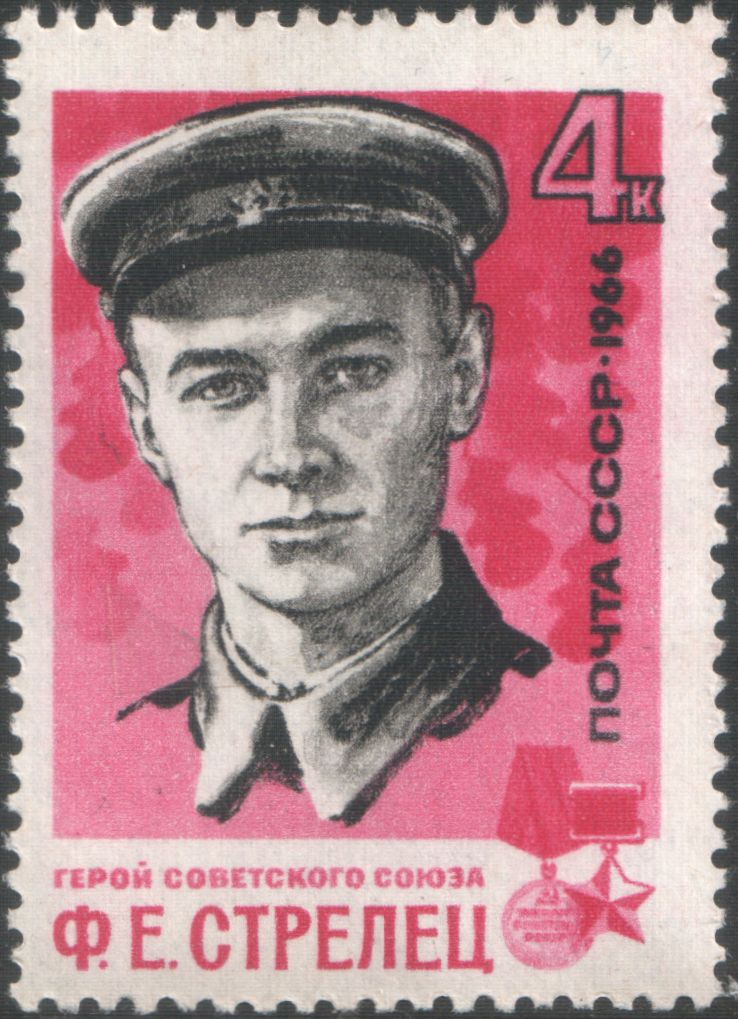
Стрелец Ф. Е.

Родился 1 октября 1919 года в селе Корытище ныне Мироновского района Киевской области в крестьянской семье. Украинец.
Член ВЛКСМ с 1937 года. В 1939 году окончил три курса Киевского электромеханического техникума и в этом же году был призван в Красную Армию. В 1941 году окончил Киевское училище связи.
В боях Великой Отечественной войны с июня 1941 года. Воевал на Юго-Западном фронте. Попал в окружение и с группой бойцов из 8 человек начал диверсионную деятельность в тылу врага. Вскоре вошёл в отряд А. Н. Сабурова, позднее вышел из него с целью пересечь линию фронта и попасть на передовую. Но пересечь линию фронта так и не получилось, и он создал партизанский отряд и стал его командиром.
Указом Президиума Верховного Совета СССР «О присвоении звания Героя Советского Союза партизанам, особо отличившимся в партизанской борьбе в тылу против немецких захватчиков» от 1 сентября 1942 года за «отвагу и геройство, проявленные в партизанской борьбе в тылу против немецких захватчиков» удостоен посмертно звания Героя Советского Союза.
6 февраля 1942 года во время боя на станции Палужье был убит.

## Награды
- Герой Советского Союза (01.09.1942)
- орден Ленина;
- орден Отечественной войны 1 степени;
- медали.

## Память
- Приказом Министра обороны СССР от 8 октября 1965 года лейтенант Ф. Е. Стрелец навечно зачислен в списки 1-й роты Киевского высшего военно-инженерного училища связи имени М. И. Калинина.
- Памятник Герою установлен в селе Корытище.
- Имя Ф. Е. Стрельца носят улицы в городе Мироновка и в пгт Навля Брянской области.
- Именем Ф. Е. Стрельца названа Полужская школа[2].